# Pohár PKFS
Pohár PKFS je fotbalová soutěž pořádaná Plzeňským krajským fotbalovým svazem (PKFS) pro nejlepší kluby Plzeňského kraje.
Současným držitelem trofeje je FK Tachov, který ve finále 4. června 2025 porazil TJ Slavoj Koloveč 3:1.

## Současná podoba soutěže
V současnosti má pohár PKFS pět kol, při rovnosti skóre se prodlužuje a případně rozhodují pokutové kopy). Místa utkání a zápasy se losují.

## Finalisté Poháru PKFS
Fialové podbarvení - nedokončeno z důvodu pandemie koronaviru.
| Sezóna                  | Stadion          | Vítěz                 | Skóre                               | Finalista               | Linky |
| ----------------------- | ---------------- | --------------------- | ----------------------------------- | ----------------------- | ----- |
| 2012 / 2013 Podrobnosti | Holýšov          | SK Slavia Vejprnice   | 2:1                                 | TJ Dynamo ZČE Plzeň     |       |
| 2013 / 2014 Podrobnosti | ???              | ???                   | ???                                 | ???                     | ???   |
| 2014 / 2015 Podrobnosti | Hrádek U Rokycan | FC Chotíkov 1932      | 4:0                                 | TJ Jiskra Domažlice B   |       |
| 2015 / 2016 Podrobnosti | ???              | ???                   | ???                                 | ???                     | ???   |
| 2016 / 2017 Podrobnosti | Přeštice         | TJ Přeštice           | 3:3 po prodloužení 5:4 na penalty   | TJ Jiskra Domažlice     |       |
| 2017 / 2018 Podrobnosti | Domažlice        | TJ Jiskra Domažlice B | 3:2                                 | FC Rokycany             |       |
| 2018 / 2019 Podrobnosti | Rokycany         | SK Petřín Plzeň       | 1:1 po prodloužení 4:2 na penalty   | FC Rokycany             |       |
| 2019 / 2020 Podrobnosti |                  |                       |                                     |                         |       |
| 2020 / 2021 Podrobnosti |                  |                       |                                     |                         |       |
| 2021 / 2022 Podrobnosti | Slovan Plzeň     | TJ Sokol Kralovice    | 1:1 po prodloužení 14:13 na penalty | FK Tachov               |       |
| 2022 / 2023 Podrobnosti | Slovan Plzeň     | FK Tachov             | 1:0                                 | TJ Sokol Kralovice      |       |
| 2023 / 2024 Podrobnosti | Koloveč          | TJ Slavoj Koloveč     | 4:1                                 | TJ Dynamo Horšovský Týn |       |
| 2024 / 2025 Podrobnosti | Tachov           | FK Tachov             | 3:1                                 | TJ Slavoj Koloveč       |       |

## Tabulka finalistů podle klubů
| Klub                  | Vítězství | 2. místo | Roky vítězství | Roky porážek ve finále |
| --------------------- | --------- | -------- | -------------- | ---------------------- |
| FK Tachov             | 2         | 1        | 2023, 2025     | 2022                   |
| TJ Slavoj Koloveč     | 1         | 1        | 2024           | 2025                   |
| TJ Sokol Kralovice    | 1         | 1        | 2022           | 2023                   |
| SK Petřín Plzeň       | 1         | 1        | 2019           | 2013                   |
| TJ Jiskra Domažlice B | 1         | 1        | 2018           | 2015                   |
| TJ Přestice           | 1         | 0        | 2017           | -                      |
| FC Chotíkov 1932      | 1         | 0        | 2015           | -                      |
| SK Slavia Vejprnice   | 1         | 0        | 2013           | -                      |
| FC Rokycany           | 0         | 2        | -              | 2018, 2019             |
| TJ Jiskra Domažlice   | 0         | 1        | -              | 2017                   |
|                       |           |          |                |                        |